# Evetezett

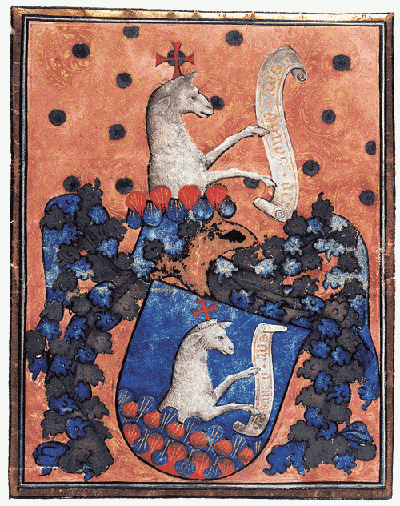
A bachvai Dempse családnak Zsigmond király által adományozott címerben valószínűleg vörös-kék golyósevetezett (és talán hermelinezett) pajzstalp van (Bázel, 1434)

Az evetezés (evetbőrözés) az evet speciális heraldikai esete, amikor a mintázat színe nem kék-fehér, hanem valamilyen más színezet (leggyakrabban vörös-sárga). Mivel az evet prém, és a természetben nem léteznek például sárga-vörös prémes állatok, az evetezés pusztán dekoratív heraldikai eljárás és a mintázatát, nem a színe miatt nevezik evetnek (illetve evetezésnek). Valószínűleg a címertöréssel jött létre a család egyes ágainak megkülönböztetésére. Az evetezés már nagyon korán, a heraldika első századában is gyakran előfordul. Nemcsak a szokványos evet lehet evetezett, hanem annak különféle változatai is (cölöpevetezés, ellenevetezés stb.).     
Egyes evetezéseknek külön neve is van. A tarkaevet kettőnél több színből áll. A tűzdelt evet (de: Spickelfeh) olyan heraldikai mintázat, melynél egy vörös harántpólyát több sorban háromszög (de: Spickeln) alakú mintázattal díszítenek. Míg az angolban a verrey a szokványos evet(ezés) neve, a verry (üvegevet) sárga-zöld vagy zöld-sárga evetezés.     

Arany-kék evetezett (Gisen grófok)
Arany-kék evetezett (5 sorban) (Rochefort család)
Ezüst-vörös evetezett (Villereval család)
Üvegevet (en: verry)
Zöld-fehér fordított ellenevetezett
Vörös-arany csúsztatott oszlopevetezett (Tichmersh család)
A Ferres család oszlopevetes címere. Ezen hullámos stílus francia neve vair ondé vagy vair ancien (de: Wolkenfeh)
Robert de Ferrers (†1265) címerében a nyúlványok már külön darabokra váltak szét
Ezüst-fekete evetezett (en: vairy Argent and Sable)
Arany-kék harántevetezés (fr: vairé d’or et d’azur en bande, en: vairy in bend, or and azure; vair in bend) a Mignianelli család címerében. Ritkán előfordul a balharántevet is (br: vair en barre, en: vair in bend sinister).
A tarkaevet (en: vaire, vairy of four colours, de: Buntfeh) standard formája az angol heraldikában
Tarkaevet (de: Buntfeh, it: variato [3 szín])
Tarkaevet (de: Buntfeh)
Vörös-arany mankós ellenevetezett (en: vairy-cupy)
Vörös-hermelin evetezett (en: vairy Gules and Ermine)
Félrutázott pajzs, evetnek is tekinthető. Az angol heraldikában (általában) mindenféle mintázott pajzsot prémnek terintenek (mint pl. a sakkozást, rutázást stb.)
ezüst-zölddel fenyőevetezett (fr:vairé en cime de sapin d'argent et de sinople, it: vaiato a cima d'abete d'argento e di verde)
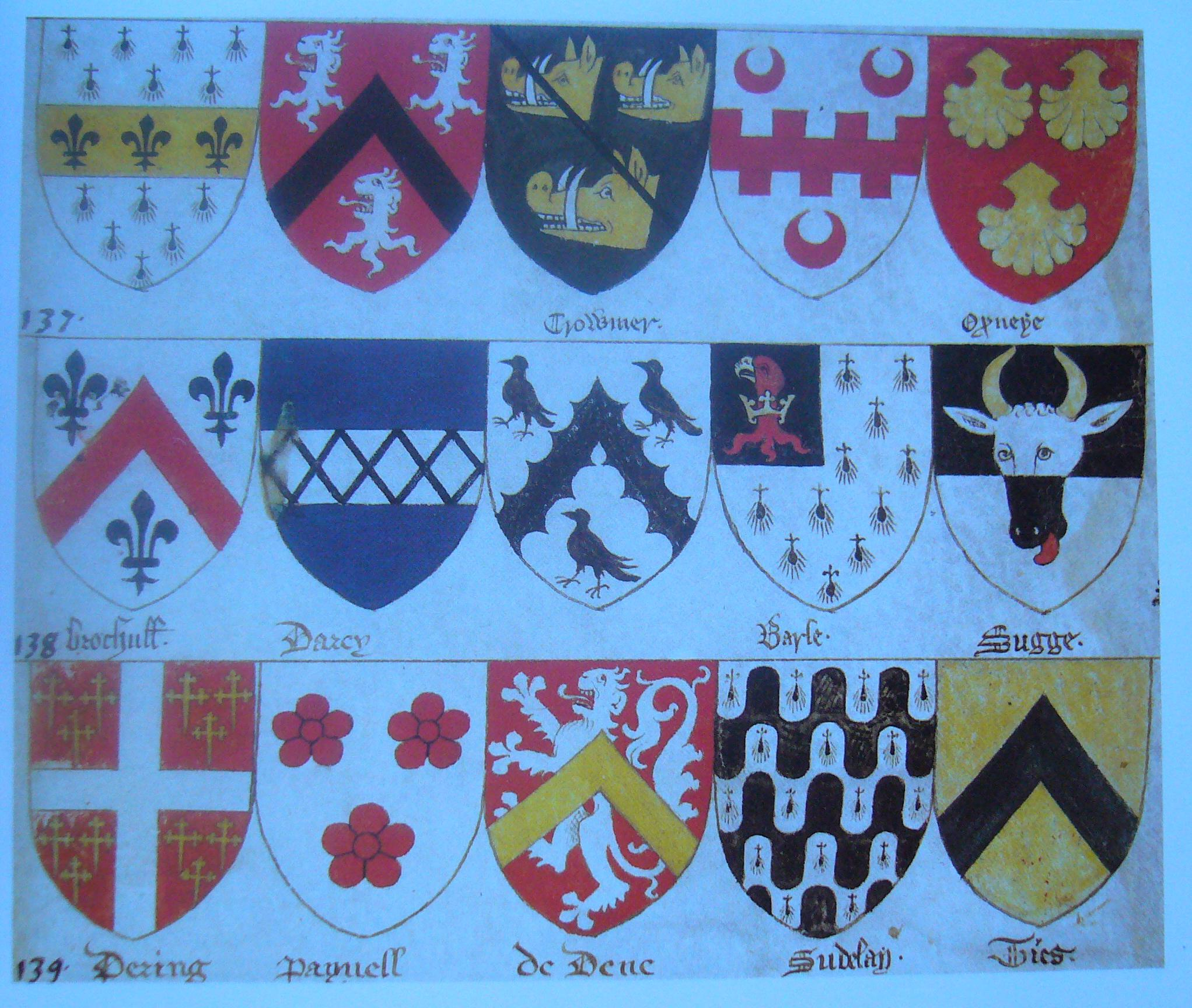
Csúsztatott fekete oszlopevet és hermelin kombinációja (az utolsó sorban) a Fenwick Roll címertekercsből (1450-es évek)
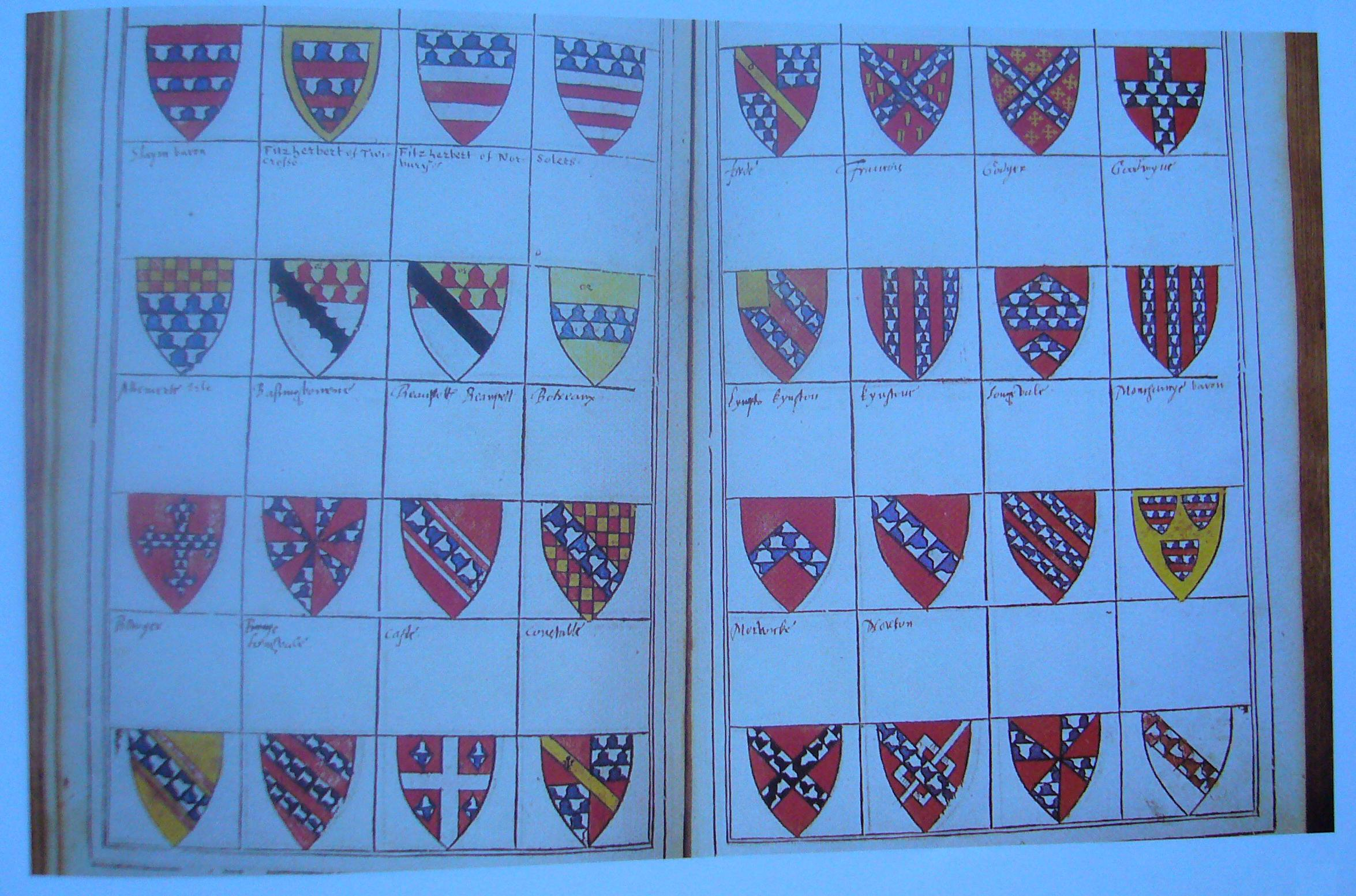
Evet és evetezési módok a Holles Ordinary címerkönyvből (a 17. sz. közepe)

## Kapcsolódó szócikk
- Prémek (heraldika)